# Tankwagen

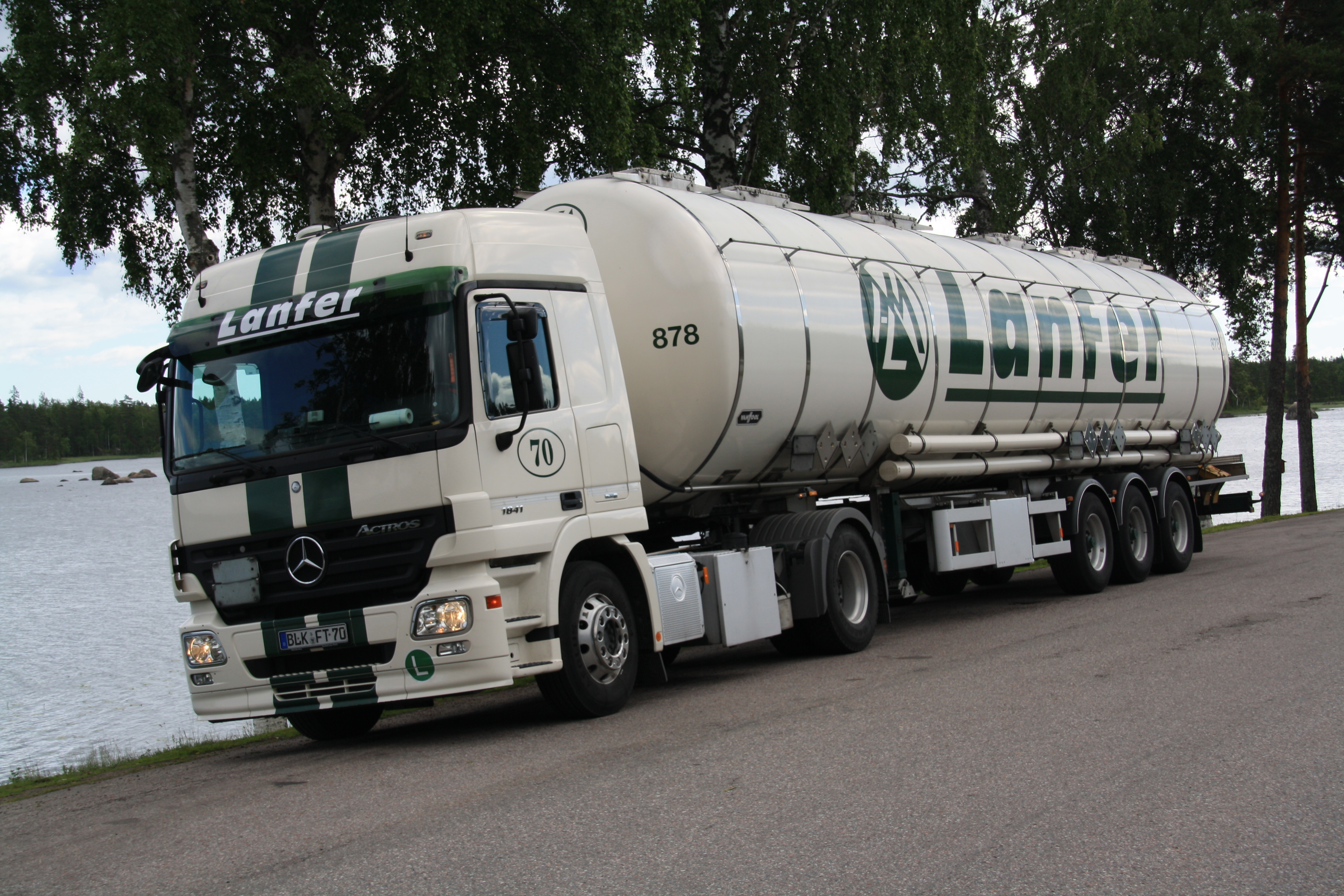
Dreikammer-Jumbo-Tankwagen mit insgesamt 58 m³ Fassungsvermögen

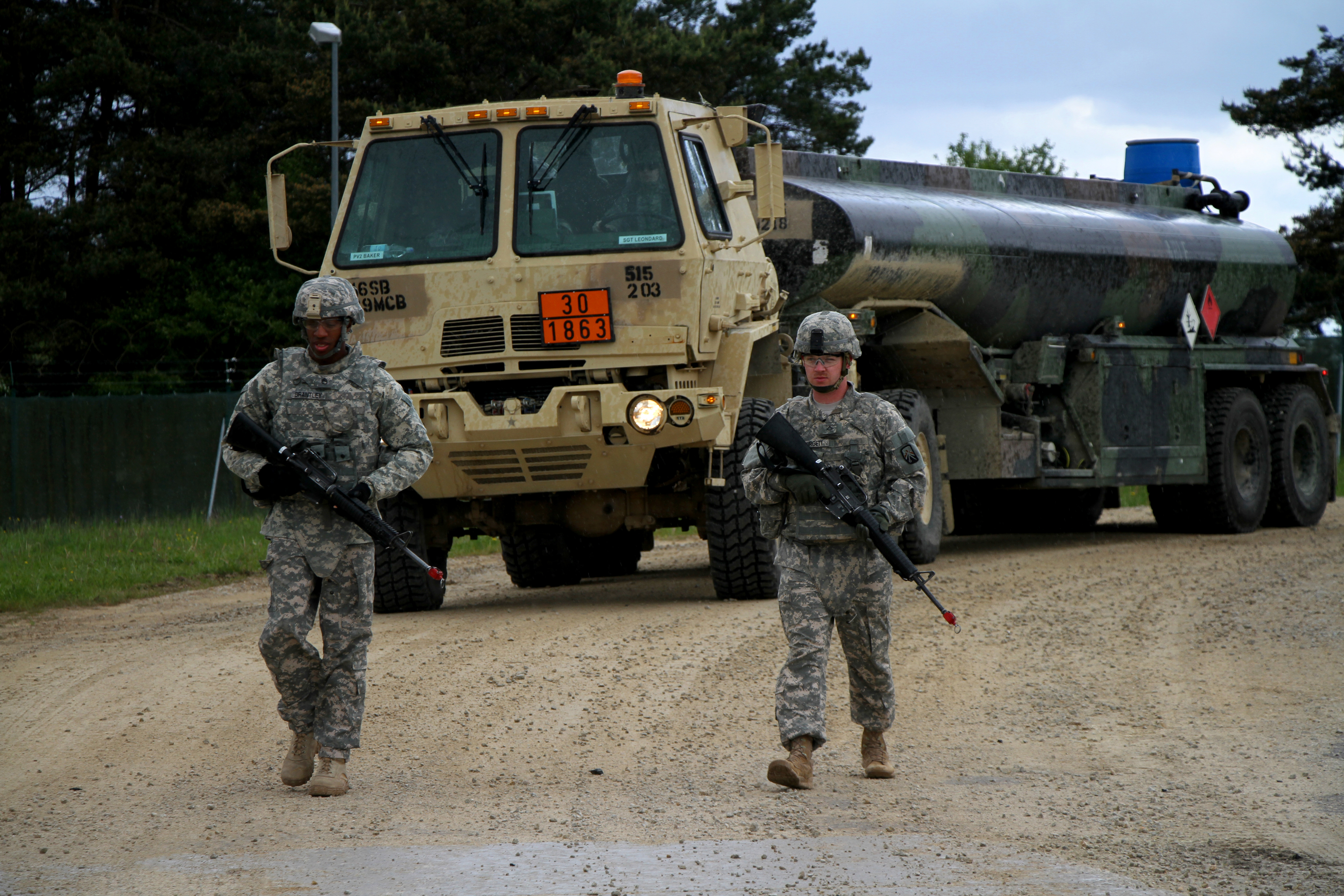
Militärischer Tankwagen auf einem FMTV-Chassis

Tankwagen (auch Straßentankwagen, Tankfahrzeug) sind Spezialfahrzeuge zum Transport von Flüssigkeiten, Gasen, Stäuben oder feinerem Schüttgut aller Art auf der Straße.
Tankwagen mit Ansaugvorrichtung werden speziell als Saugwagen oder – für rieselfähiges Transportgut – als Silowagen bezeichnet.

## Grundlagen

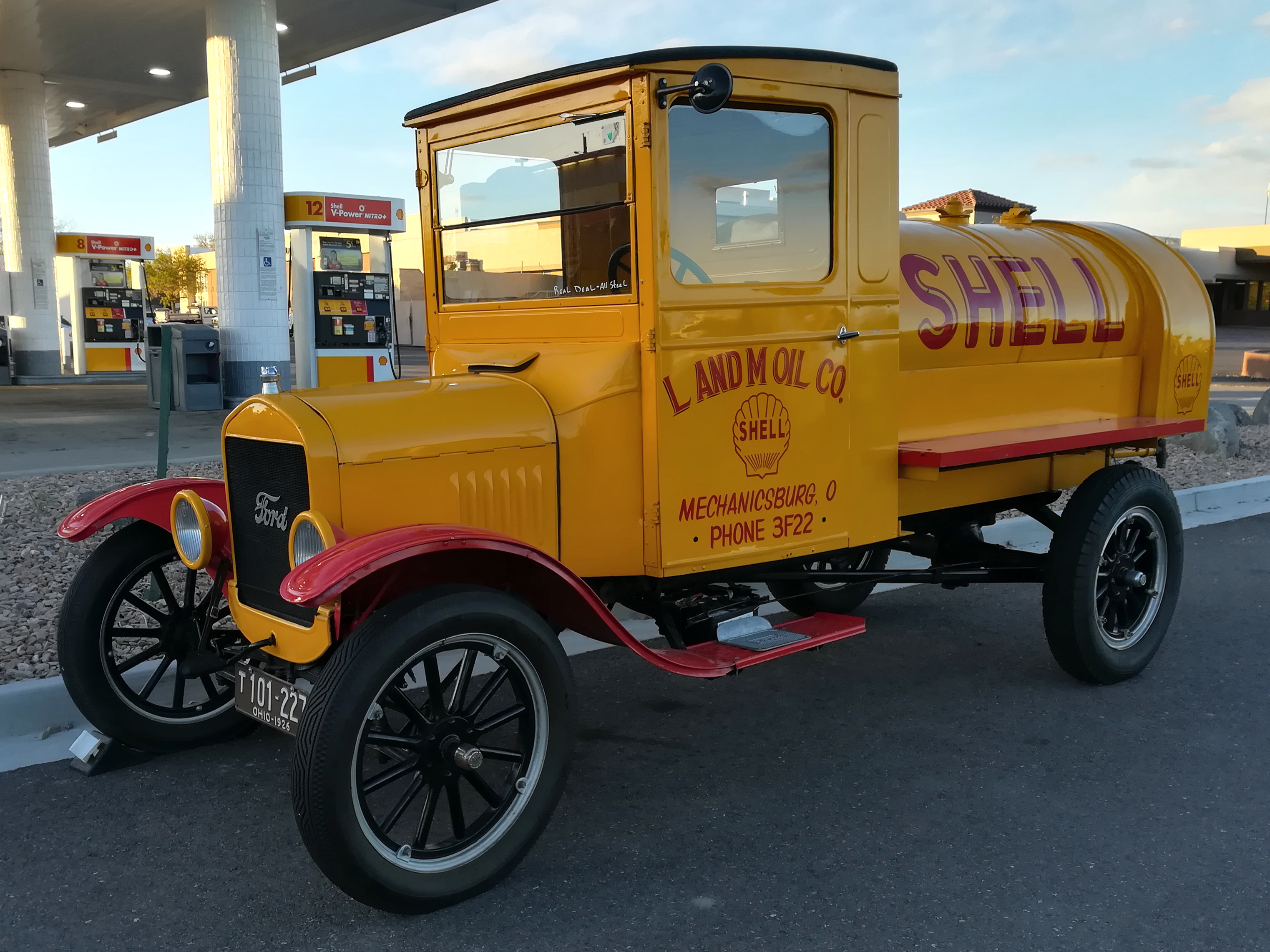
Shell-Tankwagen aus dem Jahr 1926 auf Basis des Ford Modell TT

Straßenfahrzeuge mit Tanks existieren in verschiedenen Ausführungen. Während einige Versionen reine Transportfahrzeuge sind, haben viele Tankwagen auch Ausrüstung (Pumpen, Schläuche, Durchflussmesser) an Bord, um ihre Ladung abzugeben (z. B. Heizöl-Tankwagen zur Verteilung an die Verbraucher).
Übliche Ausführungen:
- Lastkraftwagen (Lkw) mit Tank anstatt einer Ladefläche, auch bezeichnet als Tankaufbau, (militärisches) Kurzzeichen TA. (auch Tankkraftwagen, TKW)
- Sattelauflieger mit Tankaufbau oder als selbsttragende Konstruktion, militärisches Kurzzeichen beispielsweise DST (Drucksatteltankauflieger, optional auch DSTK. K für konische Form des Behälters)
- Beim Militär kommen auch häufig normale Lkw mit aufgesetztem Zusatztank als Tankwagen zum Einsatz. Mögliche militärische Kurzbezeichnungen AT (Aufsetztank) sowie WTA, WTAH (W steht für Wechsel, das heißt, die Bauart wurde so ausgeführt um den Tank bei Bedarf leichter vom Fahrgestell zu trennen)
- Anhänger mit Tankaufbau (militärisches Kurzzeichen TAH)

Prinzipiell gibt es eine Einteilung in:
- Behälter für flüssige Güter: Um Gefahren durch sich bewegende flüssige Ladung während der Fahrt zu minimieren, sind die Tanks mit Schwallblechen ausgestattet.
- Behälter für staubförmige Güter: Optimiert für trockene Materialien
- Druck- und vakuumfester Tank: Mit den speziellen technischen Anforderungen an Druckbehälter (Über- wie Unterdruck)

## Verwendungen

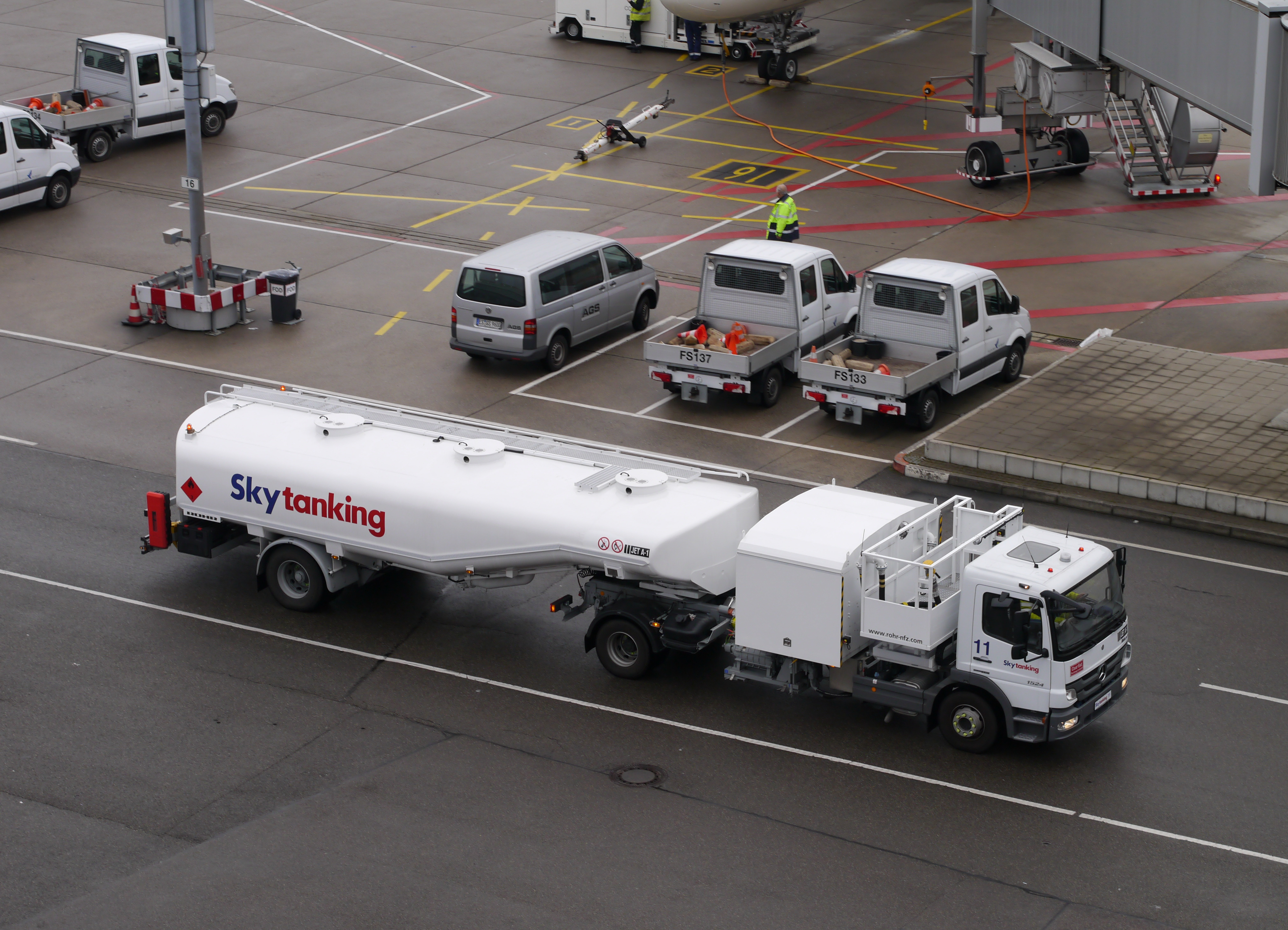
Flugfeld-Tankwagen auf dem Flughafen Stuttgart

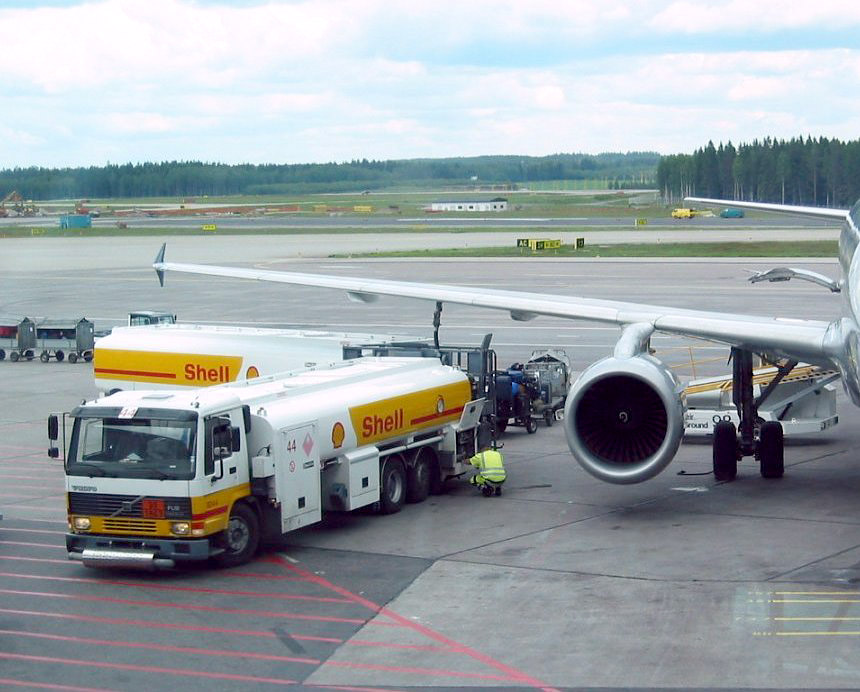
Mehrachsiger Lkw-Tankwagen mit Kraftstoff in der zivilen Luftfahrt

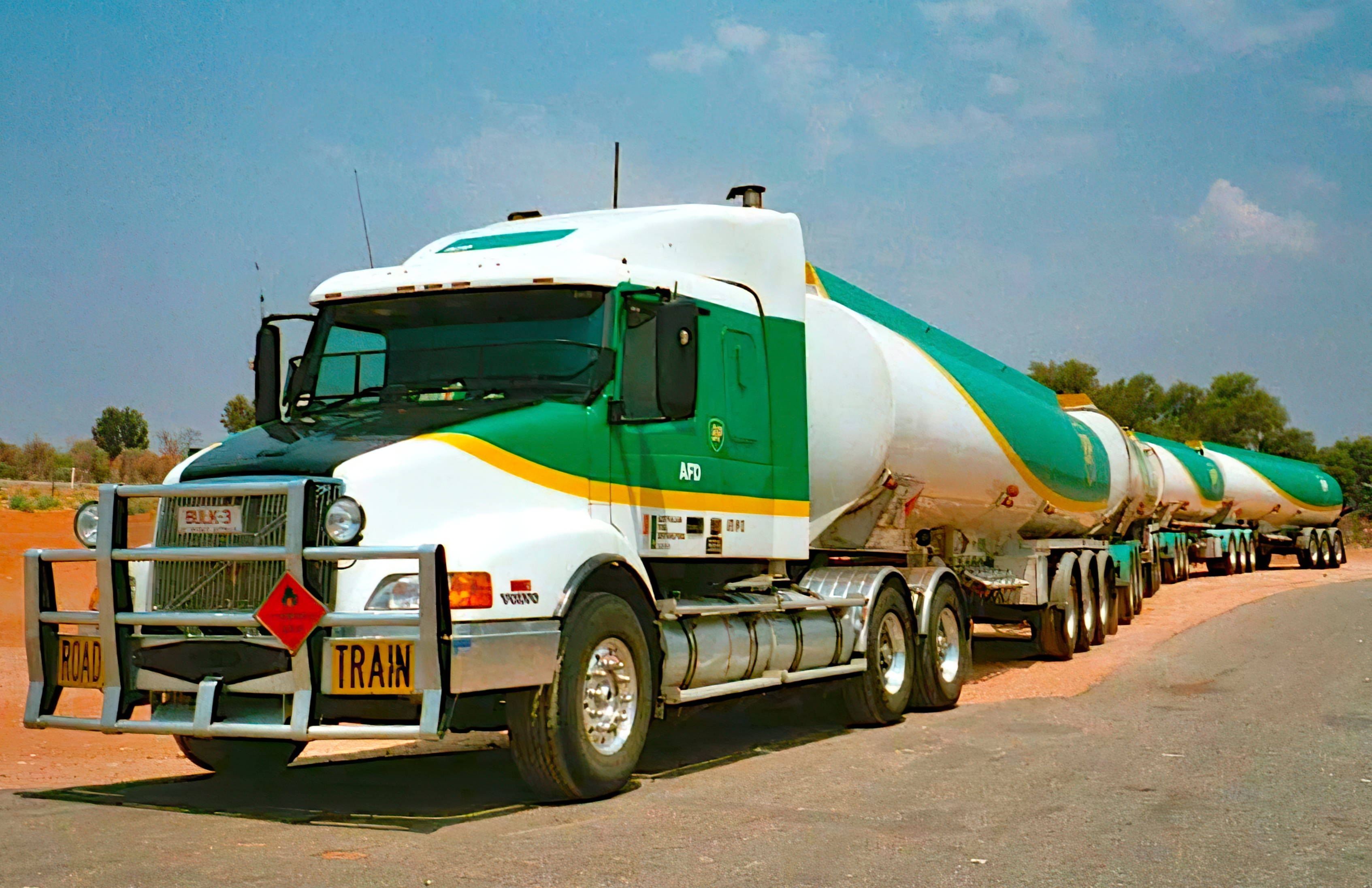
Road Train

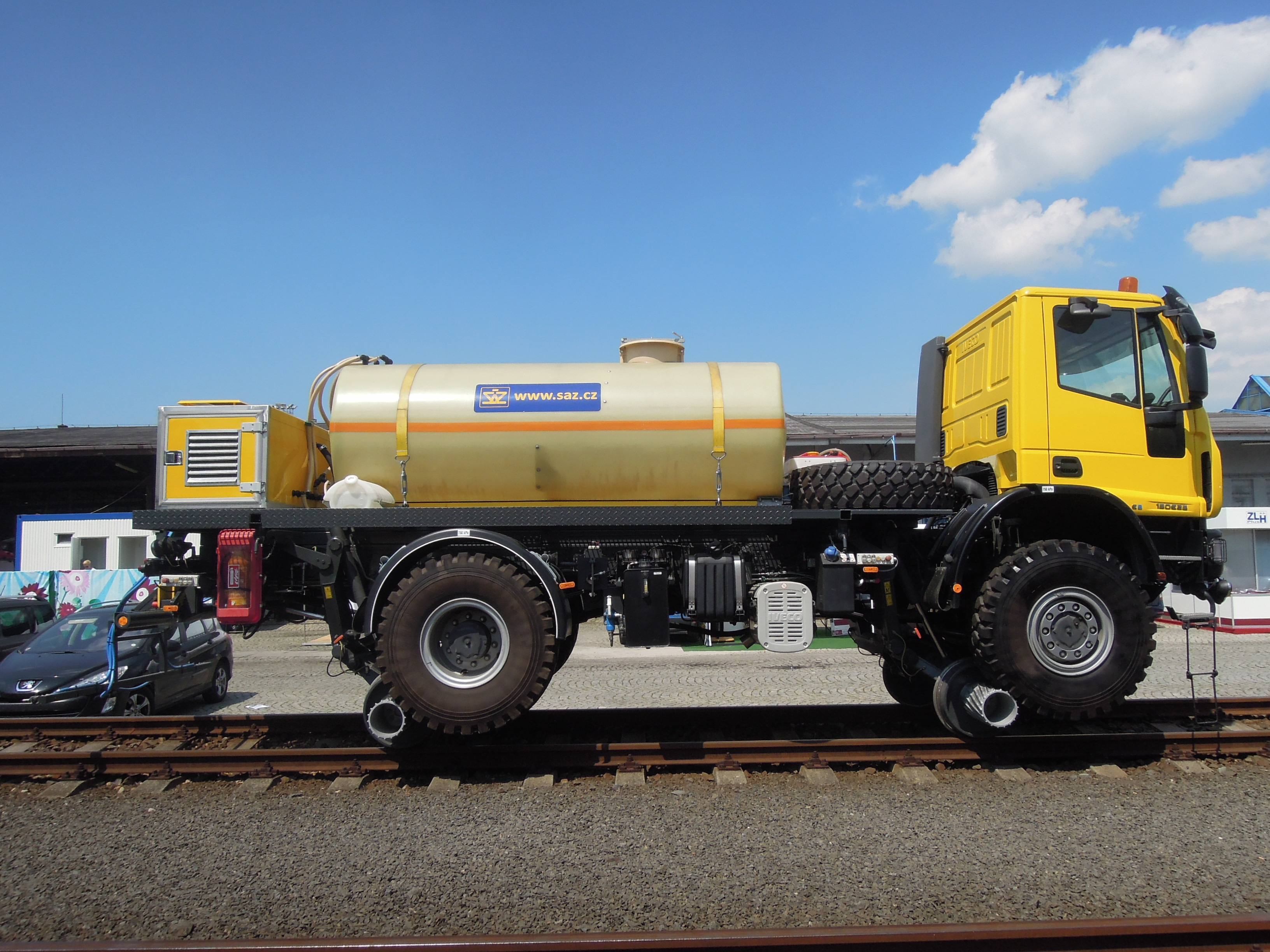
Zweiwege-Tankwagen

- Milchsammelwagen und andere Tankwagen zum Lebensmitteltransport
- Tankwagen für Trinkwasser[1]
- Kraftstofftransporter als Zubringer zu Tankstellen – Treibstoff oder Heizöl kann auch kammerweise sortiert geliefert werden und wird typischerweise allein durch Schwerkraft durch ein geeichtes Messwerk in den Erdtank abgelassen – bei Ottokraftstoffen seit Jahrzehnten mit Gaspendelung.
- Flugfeldtankwagen mit eigenem Tank – genannt Refueller oder Bowser – auch mit Anhänger (teilweise auch ohne Straßenzulassung, da mehr als 45.000 Liter Volumen und Überbreite)
- Flugfeldtankwagen ohne eigenen Tank – genannt Dispenser oder Hydrantenwagen – für Flughäfen mit Hydranten-System (Unterflurbetankung)
- P-Cart – Sonderform eines Dispensers, mobiler Hydrantenwagen ohne Motor (Anhänger), teilweise mit Solarpanels zur Stromversorgung
- Heizöltransport – Kleintransporter mit Aufsetztanks zur Befüllung von 200–400 Liter großen Tanks in Wohnungen auch in höheren Stockwerken haben einen entsprechend langen Schlauch aufgerollt und normalerweise eine Pumpe mit Verbrennungsmotor.
- Flüssiggastransport
- Chemietransport
- Holzpellets
- Druckgastransporte in größeren Mengen können in typischerweise neun längsliegenden Röhren eines Sattelaufliegers durchgeführt werden.
- Tiefkalt drucklos verflüssigt werden die Gase Sauerstoff, Stickstoff und Helium in isolierten, besonderen Tankwagen geliefert.
- Spezialtanks für Hochtemperaturflüssigkeiten (etwa flüssiges Aluminium)
- Wassertransport zur künstlichen Bewässerung in semi-ariden oder ariden Regionen
- Tankfahrzeuge für den Bitumentransport sind mit Mineralwolle isoliert. So kann das heiß verflüssigte Produkt auch über lange Strecken ohne kritischen Wärmeverlust transportiert werden.
- Feuerwehr zum Löschwasser- (Tanklöschfahrzeug) und Trinkwassertransport bei Großschadenslagen und für den Katastrophenschutz
- Sprengwagen zum Verspritzen von Wasser auf Straßen oder Reinigung der Straßen durch Wegschwemmen auch per handgesteuert geführter Flachstrahldüse(n)
- Kanalwagen ist ein grober Sammelbegriff für Wagen zur Ausführung von Grubendienst (Entleerung von Senkgruben) und Kanalreinigung. Gängig ist ein vakuumfester Kessel, mit zylindrischem Querschnitt dessen hinterer gewölbter Deckel über Flügelmuttern und Scharniere per Hand geöffnet werden kann. Um die Reinigung zu erleichtern, liegt die Unterseite des Schmutztanks zum hinteren Ende hin etwas abfallend. Spülwasser kann in einem Zusatztank oder einer eigenen Tankkammer mitgeführt werden.